# Calamus austroguangxiensis
Calamus austroguangxiensis är en enhjärtbladig växtart som beskrevs av Sheng Seng Ji Pei och Shao Yun Chen. Calamus austroguangxiensis ingår i släktet Calamus och familjen Arecaceae. Inga underarter finns listade i Catalogue of Life.